# I Hate This Part
Singles de The Pussycat Dolls
Whatcha Think About That
(2008) Bottle Pop
(2009)
I Hate This Part est le troisième single des Pussycat Dolls aux États-Unis, le 2e dans le monde, extrait de leur 2e album, Doll Domination.